# Экспедиционная медаль Корпуса морской пехоты США
Экспедиционная медаль Корпуса морской пехоты (англ. Marine Corps Expeditionary Medal ) – военная награда Корпуса морской пехоты США. Медаль учреждена 8 мая 1919 года под названием Экспедиционная ленточка Корпуса морской пехоты. 1 марта 1921 года была учреждена полноценная медаль. Это одна из старейших военных медалей США, она всё ещё вручается военнослужащим, находящимся на действительной службе.
Для награждения медалью морской пехотинец должен участвовать в высадке на иностранной территории, участвовать в боевых операциях против противостоящих сил или участвовать в назначенных операциях, для которых не предназначены другие служебные медали. После 1961 года некоторые [военные] командования разрешают военнослужащим выбирать между экспедиционными медалями морской пехоты и вооружённых сил, в зависимости от характера операции.
В 1919 году Корпус морской пехоты разработал Экспедиционную ленточку для признания «ограниченной службы против противостоящей силы». Через два года в 1921 году ленточка была преобразована в полноценную Экспедиционную медаль Корпуса морской пехоты (MCEM). Медаль была разработана Уолкером Хэнкоком. Медаль отображает идущего в наступление морского пехотинца 1920- годов в полном боевом облачении с винтовкой наизготовку, стоящего одной ногой вводе и другой ногой на земле, наверху выбита надпись "Expeditions" (Экспедиции). На обратной стороне обеих медалей (как для флота так и для морской пехоты)  в центре изображён американский белоголовый орлан с расправленными крыльями, смотрящий влево. В когтях он держит якорь, обрамлённый лавровыми ветвями. Наверху выбита надпись UNITED STATES MARINE CORPS или UNITED STATES NAVY. Обе медали изготовлены из бронзы. Изображение орлана разделяет на две части надпись FOR SERVICE (за службу). Орлан символизирует США , якорь –военно-морскую службу как в рядах флота так и в морской пехоте, лавровые ветви – победу и достижения.
Последующие награждения медалью первоначально отмечались номерами на ленточке медали. С 1921 года последующие награждения отмечаются бронзовыми служебными звёздами. Если экспедиционной медалью Корпуса морской пехоты награждаются Для награждённых экспедиционной медалью Корпуса морской пехоты служащих ВМС США, находившихся на действительной службе и приданных частям морской пехоте, участвовавших в боях предусмотрена  пряжка  Fleet Marine Force Combat Operation Insignia (пряжка боевых операций сил морской пехоты флота). Для участников обороны острова Уэйк в начальные дни Второй мировой войны, награждённых экспедиционной медалью Корпуса морской пехоты предусмотрена специальная пряжка к медали Wake Island Device (пряжка «остров Уэйк»).